# Maria Uca Marinescu
Maria Uca Marinescu (n. 15 mai 1940, Gheorgheni, județul Harghita) este o exploratoare română. Ea deține în prezent funcția de președinte a Comisiei de Sport și Mediu din cadrul Comitetului Olimpic Român. Ea este prima sexagenară din lume care a atins pe schiuri, într–un singur an calendaristic (2001), cei doi poli ai Pământului. Ambele performanțe au fost realizate în cadrul unor expediții polare ghidate de tipul "ultimul grad". Ca o recunoaștere a meritelor excepționale, la data de 15 iulie 2002, președintele României i–a acordat Ordinul Național „Pentru Merit” în grad de Ofițer.